# Topol na hrázi Březinského rybníka
Památný topol (topol černý – Populus nigra) na hrázi Březinského rybníka v městské části Klenovka města Přelouč, byl vyhlášen památným stromem v roce 2011. Jedná se o zdravý exemplář o obvodu kmene v době vyhlášení 490 cm významný z krajinného hlediska.

## Základní údaje
- název: Topol na hrázi Březinského rybníka
- obvod: 490 cm (2011),
- věk: není známo
- sanace: ano (řez)
- zdravotní stav: 1 (2011)